# Frösslundamossen
Frösslundamossen är en sjö i Mörbylånga kommun på Öland och ingår i Ölands huvudavrinningsområde. Sjön har en area på 0,126 kvadratkilometer och ligger 15 meter över havet. Frösslundamossen ligger i Stora Alvaret Natura 2000-område.

## Delavrinningsområde
Frösslundamossen ingår i det delavrinningsområde (626861-154337) som SMHI kallar för Mynnar i havet. Medelhöjden är 33 meter över havet och ytan är 40,76 kvadratkilometer. Det finns inga avrinningsområden uppströms utan avrinningsområdet är högsta punkten. Avrinningsområdets utflöde mynnar i havet. Avrinningsområdet består mestadels av jordbruk (95 procent). Avrinningsområdet har 0,19 kvadratkilometer vattenytor vilket ger det en sjöprocent på 0,4 procent.